# Nerovnoměrný pohyb po kružnici
Nerovnoměrný pohyb po kružnici je pohyb, při kterém je trajektorií kružnice a velikost rychlosti se mění s časem jinak než lineárně.
Dráha pohybu při nerovnoměrném pohybu po kružnici
Obvodová dráha s je vzdálenost, kterou urazí těleso během pohybu po obvodu kružnice.

s = f (t) (obvodová dráha s je funkcí času t jinou než lineární nebo kvadratickou)
Úhlová dráha φ je úhel, který urazí průvodič hmotného bodu během pohybu.

φ = f (t) (úhlová dráha φ je funkcí času t jinou než lineární nebo kvadratickou)
Rychlost při nerovnoměrném pohybu po kružnici
Okamžitá obvodová rychlost v je okamžitá rychlost pohybu po obvodu kružnice

v = ds / dt (v je první derivací obvodové dráhy s podle času t)
Průměrná obvodová rychlost se rovná podílu celkové obvodové dráhy s a celkového času t

v = s / t
Okamžitá Úhlová rychlost ω je okamžitá rychlost průvodiče tělesa

ω = dφ / dt (ω je první derivací úhlové dráhy φ podle času t)
Průměrná úhlová rychlost ω se rovná podílu celkové úhlové dráhy φ a celkového času t

ω = φ / t

Vztah mezi úhlovou rychlostí a obvodovou rychlostí: ω = v / r, kde r je poloměr kružnice.
Zrychlení nerovnoměrného pohybu po kružnici
Změnu směru obvodové rychlosti v čase vyjadřuje dostředivé zrychlení ad, jehož směr je do středu kružnice. Závisí na velikosti obvodové nebo úhlové rychlosti, a proto se během pohybu mění.

ad = ω2 . r , kde ω je okamžitá úhlová rychlost, r je poloměr kružnice

nebo

ad = v2 / r , kde v je okamžitá obvodová rychlost, r je poloměr kružnice
Změnu velikosti obvodové rychlosti v čase vyjadřuje obvodové zrychlení a.

a = d2s / dt2 (a je druhou derivací obvodové dráhy s podle času t)
Změnu úhlové rychlosti v čase vyjadřuje veličina úhlové zrychlení ε.

ε = d2φ / dt2 (ε je druhou derivací úhlové dráhy φ podle času t)
Perioda a frekvence při nerovnoměrném pohybu po kružnici
Perioda i frekvence se mění.
Síly působící při nerovnoměrném pohybu po kružnici
Dostředivé zrychlení je vyvoláno dostředivou silou Fd, jejíž směr je do středu kružnice. Velikost dostředivé síly se mění podle rychlosti.

Fd = m . ω2 . r

nebo

Fd = m . v2 / r , 

kde m je hmotnost hmotného bodu, ω je úhlová rychlost, v je obvodová rychlost, r je poloměr kružnice.
Dostředivá síla má svou reakci v odstředivé setrvačné síle, jejíž velikost je stejná jako velikost dostředivé síly, ale působí směrem od středu kružnice.
Obvodové zrychlení je způsobeno nestálou silou F, jejíž směr je stejný nebo opačný než je směr obvodové rychlosti.

F = m . a , kde m je hmotnost, a je obvodové zrychlení